# Lengs-Bazar
De Lengs-Bazar is een monumentaal pand in het centrum van Tegelen in de Nederlandse gemeente Venlo.

## Geschiedenis
In 1925 werd het complex gebouwd naar het ontwerp van de uit Blerick afkomstige architect Jacq Grubben. Het gebouw werd gebruikt door het eerste Nederlandse postorderbedrijf.

## Bouwwerk
Het pand begon als een winkelcentrum met bovenwoningen, geïnspireerd door de nieuwe zakelijkheid. Kenmerken van deze bouwstijl bij het pand zijn het zichtbaar maken van de draagconstructie door betonvloeren en -dragers door de gevels te laten steken. Het betreft een vroeg voorbeeld van Limburgse betonskeletbouw, hier en daar gecombineerd met traditionele baksteenbouw. Afgezien van de huidige winkelpuien bestaat het pand nog geheel uit authentieke elementen.